# Becheni (okręg Satu Mare)
Becheni (węg. Pele) – wieś w Rumunii, w okręgu Satu Mare, w gminie Săuca. W 2011 roku liczyła 462 mieszkańców.